# Abu Dhabi United Group
Abu Dhabi United Group for Development (förkortat ADUG) är ett investmentbolag med huvudkontoret beläget i Abu Dhabi, huvudstad i Förenade Arabemiraten. Gruppens talesman och ansikte utåt är Sulaiman Al-Fahim men den verklige nyckelpersonen anses vara Sheikh Mansour bin Zayed Al Nahyan som är medlem i Förenade Arabemiratens kungliga familj.
ADUG investerar intäkterna från Förenade Arabemiratens enorma intäkter från oljeexport som gjort landet till ett av de rikaste i världen. Pengarna investeras i bland annat fastigheter och banker (både in- och utrikes) för att göra landet mindre beroende av oljeintäkterna. ADUG:s tillgångar beräknas uppgå till fyra biljoner kr. Den kungliga familjens totala förmögenhet beräknas uppgå till en biljon US-dollar. Som jämförelse var Sveriges samlade BNP år 2007 455 miljarder US-dollar. ADUG ska emellertid vara fristående från AIDA (Abu Dhabi Investment Authority), världens största statliga investeringsfond.
ADUG:s förmögenhet förväntas även stiga snabbt framöver då Förenade Arabemiraten har en mycket hög ekonomisk tillväxt. Tillväxten 2007 på 7,4 procent är en av de högsta i världen.

## Köpet av Manchester City FC
ADUG blev mer allmänt känt i västvärlden när man 1 september 2008 oväntat köpte fotbollsklubben Manchester City FC från tidigare ägaren Thaksin Shinawatra. Man betalade cirka 2,5 miljarder kr för 90 procent av klubbens aktier och Sulaiman Al-Fahim, själv dollarmiljardär och VD i fastighetsbolaget Hydra, gjorde snabbt klart att den nya megarrika ägaren har stora planer för Manchester City som under lång tid fått stå i skuggan av Manchester United FC. Målsättningen uppges vara att göra City till världens största och bästa klubb och man säger sig också vara beredd att spendera oerhörda belopp för att nå målet. Redan samma dag som man köpte City betalade man 32 miljoner pund till Real Madrid CF för brasilianaren Robinho, vilket var nytt brittiskt transferrekord.
Många i fotbollsvärlden ser med skepsis och även oro på ADUG:s köp av Manchester City. Att miljardärer köper klubbar i Premier League är ingen nyhet, och den mest kända av dessa är multimiljardären Roman Abramovitj som ägde Chelsea FC. ADUG förfogar emellertid över så gigantiska resurser att till och med Abramovitj, vars tillgångar beräknas vara mindre än tiondelens av det arabiska investmentbolagets, i jämförelse framstår som en "fattiglapp". Följaktligen menar kritikerna att City kommer att kunna köpa precis vad man vill, oavsett prislapp. Inte ens de allra största och rikaste klubbarna i världen bakom Manchester City som Real Madrid, FC Barcelona, Chelsea och Manchester United kommer att ha en chans att bjuda emot City. En av de fränaste kritikerna är Arsène Wenger, före detta manager i Arsenal FC. Han menar att de ledande personerna i ADUG tror att "fotbollen är en stormarknad där man kan plocka precis vilken spelare man vill". Han menar vidare att ju fler ägare med "bottenlösa kassakistor" som tar över fotbollsklubbar desto mer urholkas själva själen i sporten.